# 笹山栄一
笹山 栄一（ささやま えいいち、1931年3月13日 - 2022年3月15日 ）は、日本の俳優、声優。三重県出身。
劇団東演所属。日本大学芸術学部卒業。
1952年11月、新演劇研究所に入所し、1958年12月まで在籍。1959年4月、劇団東演（旧：東京演劇ゼミナール）の創設に参加。劇団と並行して東京俳優生活協同組合に所属していた時期もある。

## 出演作品

### テレビドラマ
- ウロコ座(第51回)　おっかさん（1957年8月5日、KRテレビ(TBS)）
- 白い滑走路　第20話（1974年8月16日、TBS）
- おんな浮世絵・紅之介参る!　第23話（1975年3月9日、日本テレビ）
- あかんたれ　第17話（1976年10月11日〜1977年7月29日、東海テレビ）
- ナショナル劇場　江戸を斬るIV　第16話（1979年5月28日、TBS）※西郷輝彦 主演
- 太陽にほえろ!　第468話（1981年7月31日、日本テレビ）
- ザ・サスペンス　十津川警部シリーズ (ザ・サスペンス) 第5作『寝台特急「紀伊」殺人行』（1984年2月11日、TBS）※方言指導
- 月曜・女のサスペンス　事件の女たち「信玄伝説殺人事件」（1988年7月25日、テレビ東京） -　省造 役
- 土曜ワイド劇場　殺意の岐路（1990年9月22日、テレビ朝日）※草野唯雄 原作ドラマ
- 土曜ワイド劇場　不倫期（1992年4月18日、ABCテレビ）※森村誠一 原作ドラマ
- 金田一耕助スペシャル　金田一耕助の傑作推理 第24作「幽霊座」（1997年1月3日、TBS）
- 月曜ドラマスペシャル　フォトグラファー桜井美由紀 第2作「死都物語」（1997年10月20日、TBS）

### テレビアニメ
1999年
- 魔装機神サイバスター（梁谷）

### 吹き替え
- LA大捜査線 マーシャル・ロー
- スターゲイト SG-1
  - (第1シーズン)（ムガール）
  - (第2シーズン)（カサフ）
  - (第3シーズン)（老人、カサフ）
  - (第4シーズン)（クザフ）
- アフターショック/ニューヨーク大地震（2001年）

### 舞台
- 劇団東演
  - 「そしてあなたに逢えた」（2000年11月） -　平岡量平 役
  - 「どん底」（2001年3月） -　役者 役
  - 「三文オペラ」（2003年2月） -　キンボール 役
  - 「浄瑠璃の庭」（2004年11月） -　神崎作兵衛 役
  - 「フィラデルフィアへやって来た！」（2005年4月） -　オバーン神父 役
  - 「臨時病室」（2005年10月） -　李天佑 役
  - 「空ゆく風のこいのぼり」（2008年10月） -　日高孝吉 役
  - 「どん底」（2009年11月） -　男爵 役

- 外部出演
  - 新演劇研究所「真空地帯」（1953年1月、野間宏 原作、鈴木政男 脚色、下村正夫 演出、飛行館ホール）[5][6]
  - 劇団京「待つということ」（1990年6月） -　神父 役
  - 旧真空鑑「後ろの正面だあれ」（1994年2月） -　男1 役
  - 旧真空鑑「眠っちゃいけない子守唄」（2004年4月） -　男1 役

他多数出演

### ラジオドラマ（オーディオドラマ）
TBSラジオ
ラジオ図書館
- 「狐の嫁入り〜御宿かわせみ」〈原作：平岩弓枝〉（1987年3月8日）